# ФК «Трактор» Сталинград в сезоне 1945
Сезон 1945 — 7-й сезон для ФК «Трактор» в турнирах союзного уровня и пятый в главном дивизионе чемпионата СССР.

## Тренерский штаб
- Алексей Шапошников — старший тренер (до июня).
- Сергей Колесников — старший тренер (с июня).

## Состав
| Игрок               | Год рождения | Бывший клуб                |         |         |         |
| Вратари             | Вратари      | Вратари                    | Вратари | Вратари | Вратари |
| ------------------- | ------------ | -------------------------- | ------- | ------- | ------- |
| Василий Ермасов     | 1913         | «Металлург» (Сталинград)   |         |         |         |
| Анатолий Копылов    | 1915         |                            |         |         |         |
| Защитники           |              |                            |         |         |         |
| Павел Бадин         | 1922         | «Зенит» (Сталинград)       |         |         |         |
| Константин Беликов  | 1909         | «Динамо» (Сталинград)      |         |         |         |
| Сергей Плонский     | 1913         | «Торпедо» (Горький)        |         |         |         |
| Александр Рудин     | 1914         | «Металлург» (Сталинград)   |         |         |         |
| Иван Тяжлов         | 1910         |                            |         |         |         |
| Полузащитники       |              |                            |         |         |         |
| Александр Григорьев | 1914         | «Металлург» (Сталинград)   |         |         |         |
| Алексей Киреев      | 1912         | «Динамо» (Сталинград)      |         |         |         |
| Николай Покровский  | 1911         | «Динамо» (Сталинград)      |         |         |         |
| Леонид Шеремет      | 1914         | «Судостроитель» (Николаев) |         |         |         |
| Нападающие          |              |                            |         |         |         |
| Юрий Белоусов       | 1922         | СКИФ (Москва)              |         |         |         |
| Фёдор Гусев         | 1915         | «Динамо» (Сталинград)      |         |         |         |
| Пётр Калмыков       | 1920         | ? (Сталинград)             |         |         |         |
| Виктор Матвеев      | 1915         | «Металлург» (Сталинград)   |         |         |         |
| Сергей Папков       | 1909         | «Металлург» (Москва)       |         |         |         |
| Александр Сапронов  | 1915         |                            |         |         |         |
| Виктор Шведченко    | 1918         | «Зенит» (Сталинград)       |         |         |         |
| Михаил Яновский     | 1915         | «Сталь» (Днепропетровск)   |         |         |         |

## Трансферы
| Позиция | Игрок              | Клуб                  |
| ------- | ------------------ | --------------------- |
| Вр      | Анатолий Копылов   |                       |
| Защ     | Павел Бадин        | «Зенит» (Сталинград)  |
| ПЗ      | Алексей Киреев     | «Динамо» (Сталинград) |
| Нап     | Юрий Белоусов      | СКИФ (Москва)         |
| Нап     | Фёдор Гусев        | «Динамо» (Сталинград) |
| Нап     | Пётр Калмыков      | ? (Сталинград)        |
| Нап     | Александр Сапронов |                       |

| Позиция | Игрок             | Клуб                     |
| ------- | ----------------- | ------------------------ |
| Вр      | Аркадий Усов      | «Динамо» (Свердловск)    |
| ПЗ      | Евгений Шпинёв    | «Стахановец» (Сталино)   |
| Нап     | Ханон Динер       | «Сталь» (Днепропетровск) |
| Нап     | Валентин Ливенцев | «Стахановец» (Сталино)   |
| Нап     | Василий Макаров   |                          |
| Нап     | Иван Серов        | «Динамо» (Киев)          |

## Матчи
− Победа
 − Ничья
 − Поражение

### Чемпионат СССР

#### Первый круг
| 20 мая 1945 1 матч | «Трактор» | 0:0      | «Крылья Советов» (Москва) | Сталинград                                                      |
| |           | Протокол |                           | Стадион: Трактор Зрителей: 8 000 Судья: Николай Павлов (Москва) |
| «Трактор»: Ермасов, Рудин, Покровский, Тяжлов, Григорьев, Беликов, Шведченко, Сапронов, Шеремет, Матвеев, Папков. «Крылья Советов» (Москва): Маркус, Карелин, Котов, Алёшин, Егоров, Ильичёв, Беляков, Дементьев, Алексеев, Запрягаев, Константинов. |           |          |                           |                                                                 |

| 27 мая 1945 2 матч | «Трактор»              | 1:0      | «Зенит» (Ленинград) | Сталинград                                                      |
| | 1:0 Леонид Шеремет 46′ | Протокол |                     | Стадион: Трактор Зрителей: 5 000 Судья: Кашкин (Ростов-на-Дону) |
| «Трактор»: Ермасов, Бадин, Покровский, Тяжлов, Рудин, Шеремет, Шведченко, Сапронов, Калмыков, Матвеев, Папков. · «Зенит» (Ленинград): Иванов, Копус, Куренков, Пшеничный, Абросимов, Яблочкин, Левин-Коган (Смирнов), Артемьев, Чучелов, А.А.Фёдоров, Сальников. · Артемьев (80'). |                        |          |                     |                                                                 |

| 31 мая 1945 3 матч | «Трактор»             | 1:5      | «Динамо» (Ленинград) | Сталинград                                                       |
| | 1:5 Пётр Калмыков 85′ | Протокол | 0:1 Олег Ошенков 4′ · 0:2 Анатолий Викторов 18′ · 0:3 Константин Сазонов 41′ · 0:4 Александр Фёдоров 65′ · 0:5 Василий Лотков 75′ | Стадион: Трактор Зрителей: 14 000 Судья: Николай Павлов (Москва) |
| «Трактор»: Ермасов, Бадин, Покровский (Беликов), Тяжлов, Рудин, Шеремет, Шведченко, Сапронов, Калмыков, Матвеев, Папков. «Динамо» (Ленинград): Набутов, Забелин, Орешкин, Д.Фёдоров, Ошенков, Алов, Архангельский, А.И.Фёдоров, Сазонов, Викторов, Лотков. |                       |          | |                                                                  |

| 3 июня 1945 4 матч | «Трактор» | 0:4      | «Динамо» (Тбилиси)                                                                                        | Сталинград                                                       |
| |           | Протокол | 0:1 Георгий Антадзе 20′ · 0:2 Автандил Гогоберидзе 38′ · 0:3 Виктор Панюков 72′ · 0:4 Георгий Антадзе 75′ | Стадион: Трактор Зрителей: 10 000 Судья: Николай Павлов (Москва) |
| «Трактор»: Копылов, Григорьев, Беликов, Тяжлов, Рудин, Шеремет, Шведченко, Сапронов, Калмыков, Матвеев, Папков. «Динамо» (Тбилиси): Саная, Пехлеваниди, Фролов, Гагуа, Бердзенишвили, Челидзе, Г.Джеджелава, Панюков, Харбедия, Антадзе, Гогоберидзе. |           |          | |                                                                  |

| 11 июня 1945 5 матч | «Динамо» (Минск)                                                                                               | 4:1      | «Трактор»              | Москва                                                             |
| | 1:0 Алексей Пономарёв 12′ · 2:1 Николай Поставнин 36′ · 3:1 Алексей Пономарёв 58′ · 4:1 Константин Балясов 73′ | Протокол | 1:1 Виктор Матвеев 25′ | Стадион: Сталинец Зрителей: 3 000 Судья: Павел Батырев (Ленинград) |
| «Динамо» (Минск): Стеценко, Антоневич, Чернышёв, Коробко, Поставнин, Елисеев, Курнев, Пономарёв, Балясов, Шевцов, Шевелянчик. «Трактор»: Копылов, Бадин, Беликов, Тяжлов, Григорьев, Рудин, Шведченко, Сапронов, Калмыков, Матвеев, Папков. | |          |                        |                                                                    |

| 17 июня 1945 6 матч | «Трактор»                                           | 2:0      | «Локомотив» (Москва) | Сталинград                                                         |
| | 1:0 Виктор Шведченко 25′ · 2:0 Виктор Шведченко 71′ | Протокол |                      | Стадион: Трактор Зрителей: 10 000 Судья: Тимофей Сошенко (Харьков) |
| «Трактор»: Копылов, Бадин, Рудин, Тяжлов, Григорьев, Шеремет, Шведченко, Сапронов, Калмыков, Матвеев, Папков. «Локомотив» (Москва): Гончаров, Петров, Гуляев, Киселёв, Амалин (Эпштейн), Серов, Богателло, Чайко, Ерфилов, Лахонин, Михайлов. |                                                     |          |                      |                                                                    |

| 24 июня 1945 7 матч | «Динамо» (Москва)                                                                                         | 4:2      | «Трактор»                                     | Москва                                                           |
| 19:00 | 1:0 Сергей Соловьёв 3′ · 2:1 Сергей Соловьёв 55′ · 3:1 Александр Малявкин 65′ · 4:1 Константин Бесков 68′ | Протокол | 1:1 Сергей Папков 12′ · 4:2 Пётр Калмыков 73′ | Стадион: Динамо Зрителей: 90 000 Судья: Николай Латышев (Москва) |
| «Динамо» (Москва): Хомич, Радикорский, Семичастный, Станкевич, Блинков, Л.Соловьёв, Трофимов, Карцев, Бесков, Малявкин, С.Соловьёв. «Трактор»: Ермасов, Бадин, Рудин, Тяжлов, Григорьев, Шеремет, Шведченко, Сапронов, Калмыков, Матвеев, Папков. | |          |                                               |                                                                  |

| 7 июля 1945 8 матч | «Трактор» | 0:6      | ЦДКА (Москва) | Сталинград                                                         |
| |           | Протокол | 0:1 Григорий Федотов 12′ · 0:2 Валентин Николаев 46′ · 0:3 Григорий Федотов 55′ · 0:4 Григорий Федотов 62′ · 0:5 Валентин Николаев 70′ · 0:6 Всеволод Бобров 83′ | Стадион: Трактор Зрителей: 12 000 Судья: Павел Батырев (Ленинград) |
| «Трактор»: Копылов, Плонский, Рудин, Тяжлов, Григорьев, Шеремет, Шведченко, Сапронов, Калмыков, Матвеев, Папков. ЦДКА (Москва): Никаноров, Прохоров, Кочетков, Афанасьев, Виноградов, Палыска, Гринин, Николаев, Федотов, Бобров, Дёмин. |           |          | |                                                                    |

| 14 июля 1945 9 матч | «Трактор»             | 1:2      | «Торпедо» (Москва)                                | Сталинград                                                       |
| | 1:0 Сергей Папков 65′ | Протокол | 1:1 Георгий Жарков 67′ · 1:2 Василий Панфилов 88′ | Стадион: Трактор Зрителей: 8 000 Судья: Николай Усов (Ленинград) |
| «Трактор»: Ермасов, Плонский, Рудин, Тяжлов, Григорьев, Шеремет, Шведченко, Сапронов, Матвеев, Белоусов, Папков. «Торпедо» (Москва): Разумовский, Каричев, Мошкаркин, Евсеев, Ильин, Морозов, Панфилов, Г.Жарков, Проворнов (Яковлев), Петров, В.Жарков. |                       |          |                                                   |                                                                  |

| 18 июля 1945 10 матч | «Трактор»                                                               | 3:0      | «Динамо» (Киев) | Сталинград                                                          |
| | 1:0 Виктор Матвеев 7′ · 2:0 Виктор Матвеев 14′ · 3:0 Виктор Матвеев 38′ | Протокол |                 | Стадион: Трактор Зрителей: 10 000 Судья: Николай Павлов (Ленинград) |
| «Трактор»: Копылов, Бадин, Плонский, Тяжлов, Григорьев, Рудин, Яновский, Сапронов, Калмыков, Матвеев, Папков. «Динамо» (Киев): Идзковский, Махиня, Сухарев, В.Балакин, Садовский, С.Васильев, Д.Васильев, Н.Балакин, Лерман, Серов, Калач. |                                                                         |          |                 |                                                                     |

| 22 июля 1945 11 матч | «Трактор»                                                  | 2:0      | «Спартак» (Москва) | Сталинград                                                        |
| | 1:0 Виктор Матвеев 2′ (пен.) · 2:0 Александр Григорьев 48′ | Протокол |                    | Стадион: Трактор Зрителей: 12 000 Судья: Николай Усов (Ленинград) |
| «Трактор»: Ермасов, Бадин, Плонский, Тяжлов, Григорьев, Рудин, Шведченко, Сапронов, Калмыков, Матвеев, Папков. «Спартак» (Москва): Леонтьев, Калинин (Вик.Соколов), Вас.Соколов, Сеглин, Малинин, Гуляев, Смыслов, Климов, Рязанцев, Конов, А.Соколов. |                                                            |          |                    |                                                                   |

#### Второй круг
| 30 июля 1945 12 матч | «Крылья Советов» (Москва) | 0:2      | «Трактор»                                        | Москва                                                            |
| |                           | Протокол | 0:1 Виктор Шведченко 18′ · 0:2 Сергей Папков 42′ | Стадион: Сталинец Зрителей: 5 000 Судья: Николай Усов (Ленинград) |
| «Крылья Советов» (Москва): Архаров, Чернов, Мазанов, Карелин, Алёшин, Ильичёв, Беляков, П.Дементьев, Горшков, Егоров, Исаев. «Трактор»: Ермасов, Бадин, Плонский, Тяжлов, Григорьев, Рудин, Шведченко, Сапронов, Калмыков, Матвеев, Папков. |                           |          |                                                  |                                                                   |

| 3 августа 1945 13 матч | «Зенит» (Ленинград) | 0:0      | «Трактор» | Ленинград                                                     |
| |                     | Протокол |           | Стадион: Динамо Зрителей: 12 000 Судья: Иван Широков (Москва) |
| «Зенит» (Ленинград): Иванов, Москаленко, Куренков, Пшеничный, Бодров, Яблочкин, Сальников, Смирнов, Смагин, А.А.Фёдоров, Гуляев (Чучелов). «Трактор»: Ермасов, Бадин, Рудин, Тяжлов, Григорьев, Шеремет, Яновский, Сапронов, Калмыков, Матвеев, Белоусов. |                     |          |           |                                                               |

| 7 августа 1945 14 матч | «Динамо» (Ленинград)                                   | 2:0      | «Трактор» | Ленинград                                                     |
| | 1:0 Александр Фёдоров 41′ · 2:0 Константин Сазонов 43′ | Протокол |           | Стадион: Динамо Зрителей: 12 000 Судья: Иван Широков (Москва) |
| «Динамо» (Ленинград): Набутов, Забелин, Алов, Орешкин, Ошенков, В.Фёдоров, Васильев (Гамильтон), А.И.Фёдоров, Сазонов, Викторов, Архангельский. «Трактор»: Ермасов, Бадин, Плонский, Тяжлов, Григорьев, Рудин, Яновский, Сапронов, Калмыков, Белоусов, Папков. |                                                        |          |           |                                                               |

| 15 августа 1945 15 матч | «Динамо» (Тбилиси) | 0:0      | «Трактор» | Тбилиси                                                      |
| |                    | Протокол |           | Стадион: Динамо Зрителей: 30 000 Судья: Колтунов (Ленинград) |
| «Динамо» (Тбилиси): Саная, Пехлеваниди, Салдадзе, Кикнадзе, Фролов, Гагуа, Г.Джеджелава, Бережной, Пайчадзе, Панюков, Гогоберидзе. «Трактор»: Ермасов, Бадин, Рудин, Плонский, Григорьев, Шеремет, Шведченко, Сапронов, Калмыков, Матвеев, Папков. |                    |          |           |                                                              |

| 22 августа 1945 16 матч | «Трактор»                  | 1:0      | «Динамо» (Минск) | Сталинград                                                     |
| | 1:0 Александр Сапронов 20′ | Протокол |                  | Стадион: Трактор Зрителей: 10 000 Судья: Иван Широков (Москва) |
| «Трактор»: Копылов, Бадин, Рудин, Плонский, Григорьев, Гусев, Киреев, Сапронов, Матвеев, Шеремет, Папков. «Динамо» (Минск): Бычков, Антоневич, Чернышёв, Коробко, Зиновьев, Полунин, Курнев, Игнатов, Балясов, Шевцов, Шевелянчик. |                            |          |                  |                                                                |

| 26 августа 1945 17 матч | «Локомотив» (Москва) | 0:2      | «Трактор»                                        | Москва                                                        |
| |                      | Протокол | 0:1 Виктор Шведченко 55′ · 0:2 Сергей Папков 68′ | Стадион: МВО Зрителей: 7 000 Судья: Павел Батырев (Ленинград) |
| «Локомотив» (Москва): Гончаров, Мошкаркин, Лобиков, Киселёв, Самарин, Серов, Лысов, Эпштейн, Степанов, Лахонин, Михайлов. «Трактор»: Ермасов, Бадин, Рудин, Плонский, Григорьев, Шеремет, Шведченко, Сапронов, Калмыков, Матвеев, Папков. |                      |          |                                                  |                                                               |

| 30 августа 1945 18 матч | «Трактор» | 0:4      | «Динамо» (Москва)                                                                                              | Сталинград                                                    |
| |           | Протокол | 0:1 Александр Малявкин 8′ · 0:2 Василий Трофимов 15′ · 0:3 Александр Малявкин 42′ · 0:4 Александр Малявкин 71′ | Стадион: Трактор Зрителей: 12 000 Судья: Колтунов (Ленинград) |
| «Трактор»: Ермасов, Тяжлов, Рудин, Бадин, Григорьев, Шеремет, Шведченко, Сапронов, Калмыков, Матвеев, Папков. «Динамо» (Москва): Медведев, Радикорский, Семичастный, Станкевич, Блинков, Л.Соловьёв, Трофимов, Савдунин, Бесков, Малявкин, С.Соловьёв. |           |          | |                                                               |

| 8 сентября 1945 19 матч | ЦДКА (Москва)                                                                               | 3:0      | «Трактор» | Москва                                                           |
| | 1:0 Всеволод Бобров 39′ · 2:0 Николай Покровский 60′ (авт.) · 3:0 Владимир Дёмин 67′ (пен.) | Протокол |           | Стадион: Динамо Зрителей: 45 000 Судья: Николай Усов (Ленинград) |
| ЦДКА (Москва): Никаноров, Тучков, Кочетков, Прохоров, Виноградов, Афанасьев, Гринин, Николаев, Бобров, Щербаков, Дёмин. «Трактор»: Ермасов, Тяжлов, Покровский, Бадин, Григорьев, Плонский, Шведченко, Сапронов, Калмыков, Матвеев, Киреев. |                                                                                             |          |           |                                                                  |

| 12 сентября 1945 20 матч | «Торпедо» (Москва)                            | 2:0      | «Трактор» | Москва                                                  |
| | 1:0 Антон Яковлев 60′ · 2:0 Антон Яковлев 66′ | Протокол |           | Стадион: Динамо Зрителей: 40 000 Судья: Аракелов (Баку) |
| «Торпедо» (Москва): Акимов, Каричев, Мошкаркин, Загрецкий, Ильин, Морозов, Панфилов, Яковлев, Пономарёв, Петров, В.Жарков. «Трактор»: Ермасов, Плонский, Рудин, Бадин, Григорьев, Гусев, Шведченко, Сапронов, Калмыков, Шеремет, Киреев. |                                               |          |           |                                                         |

| 17 сентября 1945 21 матч | «Динамо» (Киев)               | 1:2      | «Трактор»                                      | Киев                                                            |
| | 1:1 Николай Махиня 29′ (пен.) | Протокол | 0:1 Виктор Матвеев 12′ · 1:2 Пётр Калмыков 35′ | Стадион: Динамо Зрителей: 30 000 Судья: Виктор Архипов (Москва) |
| «Динамо» (Киев): Идзковский, Сухарев, Махиня, В.Балакин, Садовский, Васильев, Лерман, Н.Балакин, Кононенко, Мельник, Калач. «Трактор»: Ермасов, Бадин, Плонский, Шеремет, Григорьев, Рудин, Шведченко, Белоусов, Калмыков, Матвеев, Киреев. |                               |          |                                                |                                                                 |

| 24 сентября 1945 22 матч | «Спартак» (Москва) | 1:3      | «Трактор»                                                                | Москва                                                             |
| | 1:2 Иван Конов 68′ | Протокол | 0:1 Виктор Матвеев 25′ · 0:2 Александр Рудин 55′ · 1:3 Сергей Папков 85′ | Стадион: Сталинец Зрителей: 15 000 Судья: Николай Усов (Ленинград) |
| «Спартак» (Москва): Леонтьев, Вик.Соколов, Вас.Соколов, Гуляев, Малинин, Рязанцев, Конов, Климов, Семёнов, Вахлаков, А.Соколов. «Трактор»: Ермасов, Плонский, Гусев, Шеремет, Григорьев, Рудин, Киреев, Белоусов, Калмыков, Матвеев, Папков. |                    |          |                                                                          |                                                                    |

### Кубок СССР
| 28 сентября 1945 1/16 финала | Автозавод им. Сталина (Москва) | 1:2      | «Трактор»                                   | Москва            |
|                              | 1:2 ?                          | Протокол | 0:1 Пётр Калмыков 1′ · 0:2 Пётр Калмыков 3′ | Стадион: Сталинец |

| 2 октября 1945 1/8 финала                          | «Трактор»                                          | 2:0      | «Динамо» (Иваново) | Москва            |
|                                                    | 1:0 Юрий Белоусов 43′ · 2:0 Александр Сапронов 88′ | Протокол |                    | Стадион: Сталинец |
| «Трактор»: Ермасов, Рудин, Сапронов, Белоусов, ... |                                                    |          |                    |                   |

| 5 октября 1945 1/4 финала                                    | «Трактор»                | 1:0      | «Динамо» (Алма-Ата) | Москва            |
|                                                              | 1:0 Виктор Шведченко 82′ | Протокол |                     | Стадион: Сталинец |
| «Трактор»: Ермасов, Рудин, Григорьев, Шведченко, Папков, ... |                          |          |                     |                   |

| 10 октября 1945 1/2 финала | «Динамо» (Москва)                                                               | 3:1      | «Трактор»                | Москва                                                    |
| | 1:1 Константин Бесков 36′ · 2:1 Константин Бесков 50′ · 3:1 Сергей Соловьёв 75′ | Протокол | 0:1 Виктор Шведченко 33′ | Стадион: Динамо Зрителей: 50 000 Судья: С.Руднев (Москва) |
| «Динамо» (Москва): Хомич, Радикорский, Семичастный, Станкевич, Блинков, Л.Соловьёв, Трофимов, Дементьев, Бесков, Малявкин, С.Соловьёв. «Трактор»: Ермасов, Тяжлов, Рудин, Плонский, Григорьев, Шеремет, Шведченко, Белоусов, Калмыков, Матвеев, Папков. |                                                                                 |          |                          |                                                           |

## Статистика

### Индивидуальная

#### Матчи и голы
| №. | Нац.      | Позиция | Игрок               | Всего | Всего | Чемпионат СССР | Чемпионат СССР | Кубок СССР | Кубок СССР |
| №. | Нац.      | Позиция | Игрок               | Игры  | Голы  | Игры           | Голы           | Игры       | Голы       |
| -- | --------- | ------- | ------------------- | ----- | ----- | -------------- | -------------- | ---------- | ---------- |
|    | Флаг СССР | Вр      | Василий Ермасов     | 19    | -25   | 16             | -22            | 3          | -3         |
|    | Флаг СССР | Вр      | Анатолий Копылов    | 6     | -14   | 6              | -14            | 0          | 0          |
|    | Флаг СССР | Защ     | Павел Бадин         | 17    | 0     | 17             | 0              | 0          | 0          |
|    | Флаг СССР | Защ     | Константин Беликов  | 4     | 0     | 4              | 0              | 0          | 0          |
|    | Флаг СССР | Защ     | Сергей Плонский     | 14    | 0     | 13             | 0              | 1          | 0          |
|    | Флаг СССР | Защ     | Александр Рудин     | 24    | 1     | 21             | 1              | 3          | 0          |
|    | Флаг СССР | Защ     | Иван Тяжлов         | 17    | 0     | 16             | 0              | 1          | 0          |
|    | Флаг СССР | ПЗ      | Александр Григорьев | 22    | 1     | 20             | 1              | 2          | 0          |
|    | Флаг СССР | ПЗ      | Алексей Киреев      | 5     | 0     | 5              | 0              | 0          | 0          |
|    | Флаг СССР | ПЗ      | Николай Покровский  | 4     | 0     | 4              | 0              | 0          | 0          |
|    | Флаг СССР | ПЗ      | Леонид Шеремет      | 17    | 1     | 16             | 1              | 1          | 0          |
|    | Флаг СССР | Нап     | Юрий Белоусов       | 7     | 1     | 5              | 0              | 2          | 1          |
|    | Флаг СССР | Нап     | Фёдор Гусев         | 3     | 0     | 3              | 0              | 0          | 0          |
|    | Флаг СССР | Нап     | Пётр Калмыков       | 21    | 5     | 19             | 3              | 2          | 2          |
|    | Флаг СССР | Нап     | Виктор Матвеев      | 21    | 7     | 20             | 7              | 1          | 0          |
|    | Флаг СССР | Нап     | Сергей Папков       | 20    | 5     | 18             | 5              | 2          | 0          |
|    | Флаг СССР | Нап     | Александр Сапронов  | 21    | 2     | 20             | 1              | 1          | 1          |
|    | Флаг СССР | Нап     | Виктор Шведченко    | 19    | 6     | 17             | 4              | 2          | 2          |
|    | Флаг СССР | Нап     | Михаил Яновский     | 3     | 0     | 3              | 0              | 0          | 0          |

Примечание: учитаны не все игры в Кубке СССР, т.к. неизвестны полные составы команд в матчах.

#### Бомбардиры
| Имя                 | Чемпионат СССР | Кубок СССР | Всего |
| ------------------- | -------------- | ---------- | ----- |
| Виктор Матвеев      | 7              | 0          | 7     |
| Виктор Шведченко    | 4              | 2          | 6     |
| Сергей Папков       | 5              | 0          | 5     |
| Пётр Калмыков       | 3              | 2          | 5     |
| Александр Сапронов  | 1              | 1          | 2     |
| Леонид Шеремет      | 1              | 0          | 1     |
| Александр Григорьев | 1              | 0          | 1     |
| Александр Рудин     | 1              | 0          | 1     |
| Юрий Белоусов       | 0              | 1          | 1     |
| Итого               | 23             | 6          | 29    |

#### «Сухие» матчи
| Имя              | Чемпионат СССР | Кубок СССР | Всего |
| ---------------- | -------------- | ---------- | ----- |
| Василий Ермасов  | 7              | 2          | 9     |
| Анатолий Копылов | 3              | 0          | 3     |
| Итого            | 10             | 2          | 12    |

Примечание: в данной таблице учитываются только полные матчи (без замен), в которых вратарь не пропустил голов.

### Командная

#### Турнирная таблица
| М  | Клуб                      | И  | В  | Н | П  | М     | ±М  | О  |
| -- | ------------------------- | -- | -- | - | -- | ----- | --- | -- |
| 1  | «Динамо» (Москва)         | 22 | 19 | 2 | 1  | 73−13 | +60 | 40 |
| 2  | ЦДКА (Москва)             | 22 | 18 | 3 | 1  | 69−23 | +46 | 39 |
| 3  | «Торпедо» (Москва)        | 22 | 12 | 3 | 7  | 41−21 | +20 | 27 |
| 4  | «Динамо» (Тбилиси)        | 22 | 9  | 8 | 5  | 37−22 | +15 | 26 |
| 5  | «Динамо» (Ленинград)      | 22 | 11 | 3 | 8  | 42−29 | +13 | 25 |
| 6  | «Зенит» (Ленинград)       | 22 | 8  | 7 | 7  | 35−31 | +4  | 23 |
| 7  | «Трактор» (Сталинград)    | 22 | 9  | 3 | 10 | 23−38 | −15 | 21 |
| 8  | «Крылья Советов» (Москва) | 22 | 6  | 6 | 10 | 23−48 | −25 | 18 |
| 9  | «Динамо» (Минск)          | 22 | 5  | 7 | 10 | 20−39 | −19 | 17 |
| 10 | «Спартак» (Москва)        | 22 | 6  | 3 | 13 | 22−44 | −22 | 15 |
| 11 | «Динамо» (Киев)           | 22 | 1  | 6 | 15 | 13−50 | −37 | 8  |
| 12 | «Локомотив» (Москва)      | 22 | 1  | 3 | 18 | 14−54 | −40 | 5  |

 Выбывание во вторую группу.
Примечание: турнир проводился в два круга, правила предусматривали 2 очка за победу, 1 за ничью, 0 за поражение.

#### Общая статистика
| Сыграно матчей                              | 26 (22 Чемпионат СССР, 4 Кубок СССР)                          |
| Победы                                      | 12 (9 Чемпионат СССР, 3 Кубок СССР)                           |
| Ничьи                                       | 3 (Чемпионат СССР)                                            |
| Поражения                                   | 11 (10 Чемпионат СССР, 1 Кубок СССР)                          |
| Забито мячей                                | 29 (23 Чемпионат СССР, 6 Кубок СССР)                          |
| Пропущено мячей                             | 42 (38 Чемпионат СССР, 4 Кубок СССР)                          |
| Разница мячей                               | −13                                                           |
| Пенальти: забитые/назначенные               | 1/1                                                           |
| Пенальти соперника: пропущенные/назначенные | 2/2                                                           |
| Предупреждения                              | ?                                                             |
| Удаления                                    | ?                                                             |
| Лучший счёт                                 | 3:0 (Д) против «Динамо» (Киев) — Чемпионат СССР, 18 июля 1945 |
| Худший счёт                                 | 0:6 (Д) против ЦДКА (Москва) — Чемпионат СССР, 7 июля 1945    |
| «Сухие» матчи                               | 12 (10 Чемпионат СССР, 2 Кубок СССР)                          |
| Наибольшее число матчей                     | Александр Рудин (24 матча)                                    |
| Лучший бомбардир                            | Виктор Матвеев (7 голов)                                      |

Примечание: в данной таблице не учитываются результаты товарищеских матчей.

#### Общая статистика по турнирам
| Турнир         | И  | В  | Н | П  | ЗМ | ПМ | ±М  | ЖК | КК | О              |
| -------------- | -- | -- | - | -- | -- | -- | --- | -- | -- | -------------- |
| Чемпионат СССР | 22 | 9  | 3 | 10 | 23 | 38 | −15 | ?  | ?  | 21/44 (47,7 %) |
| Кубок СССР     | 4  | 3  | 0 | 1  | 6  | 4  | +2  | ?  | ?  | 6/8 (75 %)     |
| Всего          | 26 | 12 | 3 | 11 | 29 | 42 | −13 | ?  | ?  | 27/52 (51,9 %) |